# Pillaia
Genre
Pillaia est un genre de poissons d'eau douce de la famille des Chaudhuriidae.

## Liste d'espèces
Selon World Register of Marine Species (5 janvier 2021) :
- Pillaia indica Yazdani, 1972
- Pillaia kachinica Kullander, Britz & Fang, 2000